# Czesław Freund
Czesław Freund (ur. 20 marca 1947 w Szczepanowie, zm. 13 września 2013) − polski dyrygent i chórmistrz, profesor sztuk muzycznych. 
Absolwent Państwowej Szkoły Muzycznej I i II st. im. Braci Szafranków w Rybniku oraz Państwowej Wyższej Szkoły Muzycznej w Katowicach (1971). Pracował jako nauczyciel w rybnickiej szkole muzycznej oraz jako wykładowca Uniwersytetu Śląskiego w Instytucie Wychowania Muzycznego. 
Od 1980 wykładał w Akademii Muzycznej w Katowicach, w 2004 roku otrzymał tytuł profesora sztuk muzycznych. Był dziekanem Wydziału Kompozycji, Teorii i Edukacji Muzycznej.
Kierował wieloma chórami akademickimi, odnosząc szereg sukcesów na arenie międzynarodowej. Zasiadał w jury konkursów chóralnych oraz recenzował przewody na stopień doktora i doktora habilitowanego. Był dyrektorem artystycznym Międzynarodowego Festiwalu „Rybnicka Jesień Chóralna”.